# 湯浅インターチェンジ
湯浅インターチェンジ（ゆあさインターチェンジ）は、和歌山県有田郡湯浅町山田にある湯浅御坊道路のインターチェンジである。和歌山方面のみ出入り可能なハーフICである。みなべ・白浜方面への出入りは湯浅御坊道路の有田南IC、もしくは広川ICを利用する。

## 道路
- E42 湯浅御坊道路（27番）

## 歴史
- 1994年7月11日 : 湯浅御坊道路吉備IC（現在は有田IC）-広川IC開通と同時に開設。
- 2025年3月5日 : 料金所がETC専用になる[1]。

## 周辺
- 二の丸温泉
- 湯浅城
- 湯浅町立山田小学校

## 接続する道路
- 直接接続
  - 湯浅町道
- 間接接続
  - 国道42号

## 料金所

### 入口
- レーン数：1
  - ETC・サポート：1

### 出口
- レーン数：2
  - ETC専用：1
  - サポート：1

## 隣
E42 湯浅御坊道路
(26)有田南IC - 吉備湯浅PA - (27)湯浅IC - (28)広川IC